# Port lotniczy Palmar Sur
Port lotniczy Palmar Sur (ang. Palmar Sur Airport) (IATA: PMZ, ICAO: MRPM) – port lotniczy zlokalizowany w kostarykańskim mieście Palmar Sur.

## Linie lotnicze i połączenia
- Nature Air (Quepos, San José [via Quepos])
- Sansa (San José)